# Morgane Polanski
Morgane Polanski (París, 20 de enero de 1993) es una actriz y modelo francesa, conocida por su interpretación de  la Princesa Gisla en la serie Vikingos. Es hija de Roman Polanski y Emmanuelle Seigner.

## Primeros años y educación
Polanski es hija del cineasta francés-polaco, Roman Polanski y la actriz francesa Emmanuelle Seigner. Tiene un hermano menor, Elvis. Polanski fue criada bilingüe en francés y polaco.
Polanski fue educada en el International School of Paris. Luego pasó a estudiar actuación en el Drama Centre London y en el Central School of Speech and Drama, graduándose en 2014.

## Carrera
Polanski hizo su debut en la actuación en la película de 2002,  El pianista. Apareció en dos más de sus películas, Oliver Twist (2005) y The Ghost Writer (2010), en la cual tuvo su primer papel con diálogo.
En 2015, Polanski apareció en la película Unhallowed Ground y obtuvo el papel de la Princesa Gisla en la serie Vikingos escrita por Michael Hirst.

## Filmografía
| Título            | Año       | Papel                  | Notas                                 |
| ----------------- | --------- | ---------------------- | ------------------------------------- |
| El pianista       | 2002      | Niña                   |                                       |
| Oliver Twist      | 2005      | Hija del granjero      |                                       |
| The Ghost Writer  | 2010      | Recepcionista de hotel |                                       |
| Unhallowed Ground | 2015      | Sophie Dunant          |                                       |
| Vikingos          | 2015—2017 | Princesa Gisla         | Serie de televisión, papel recurrente |
| The Aspern Papers | 2018      | Valentina Prest        |                                       |
| The Partisan      | 2024      | Krystyna Skarbek       |                                       |